# Alfa Romeo Junior
Alfa Romeo Junior – samochód osobowy typu crossover klasy subkompaktowej produkowany pod włoską marką Alfa Romeo od 2024 roku.

## Historia i opis modelu

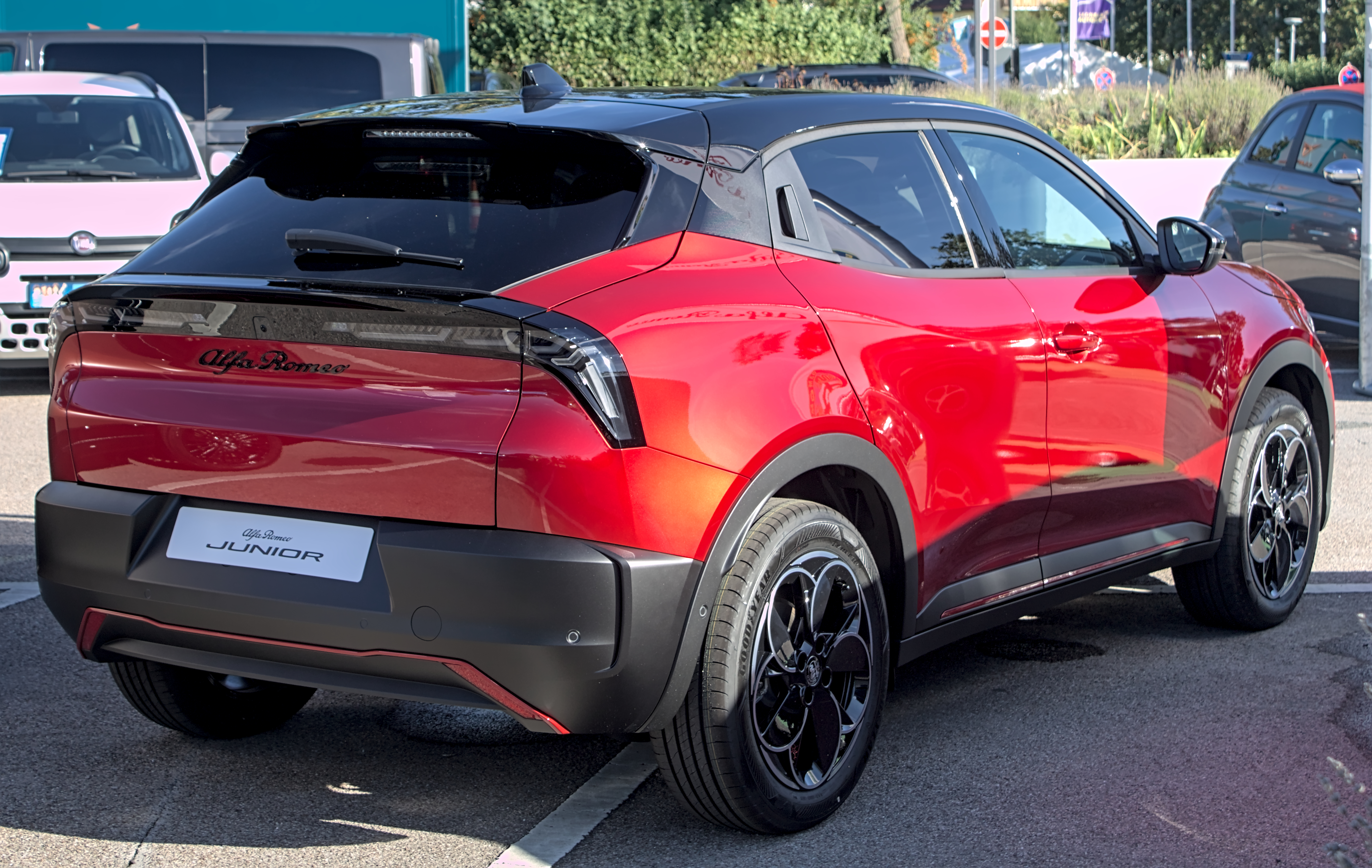
Alfa Romeo Junior Ibrida - tył

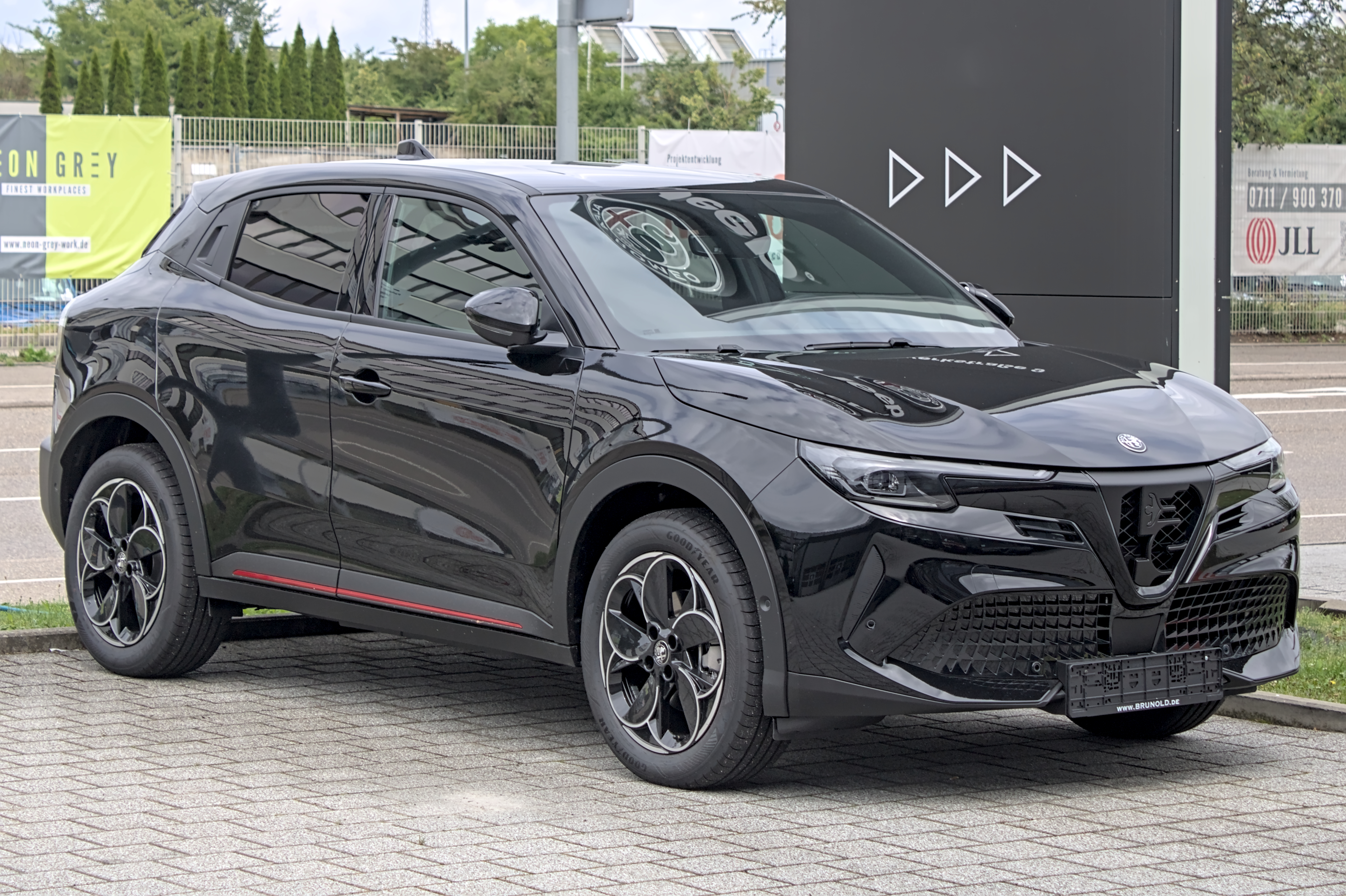
Alfa Romeo Junior Elettrica

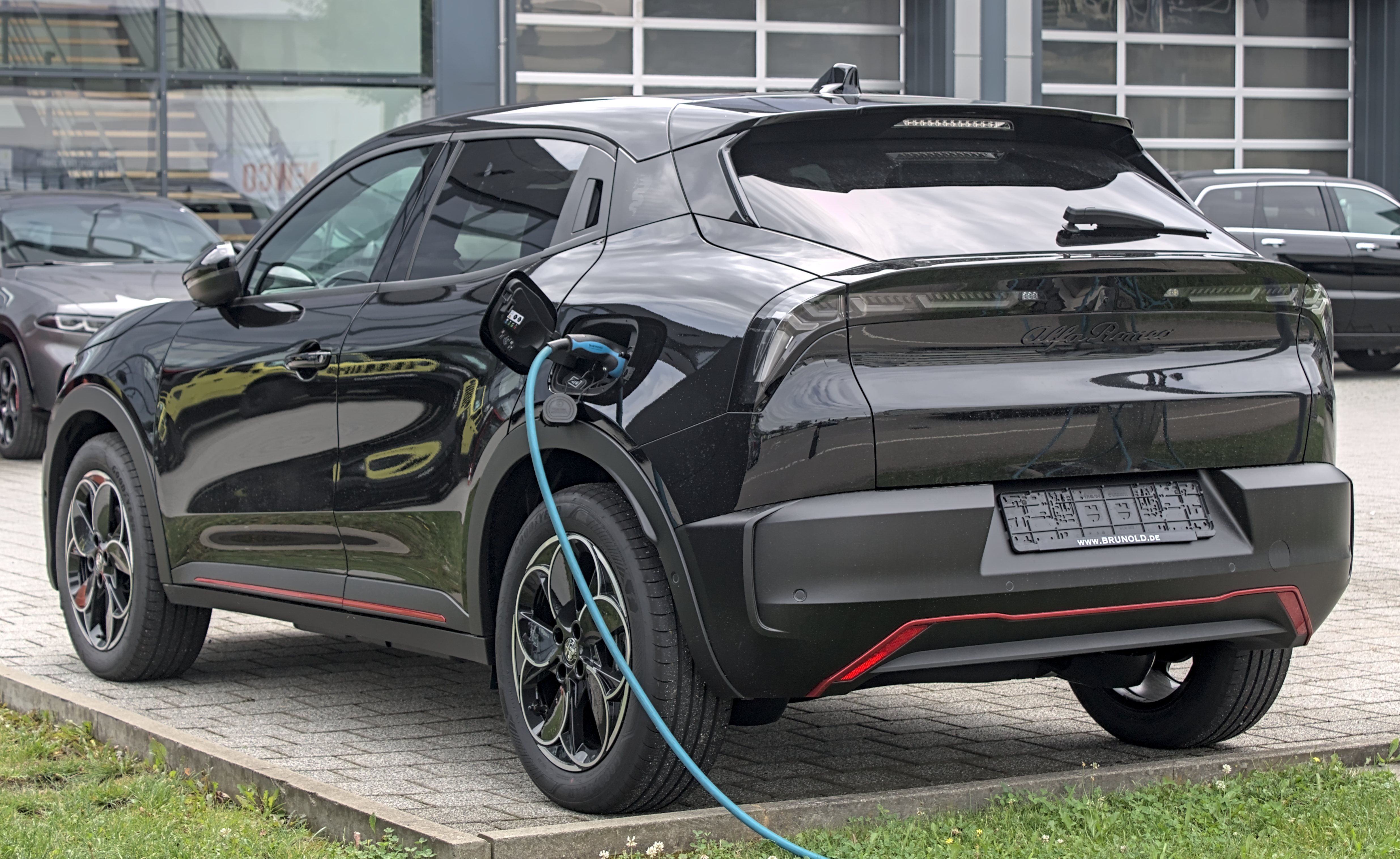
Alfa Romeo Junior Elettrica - tył

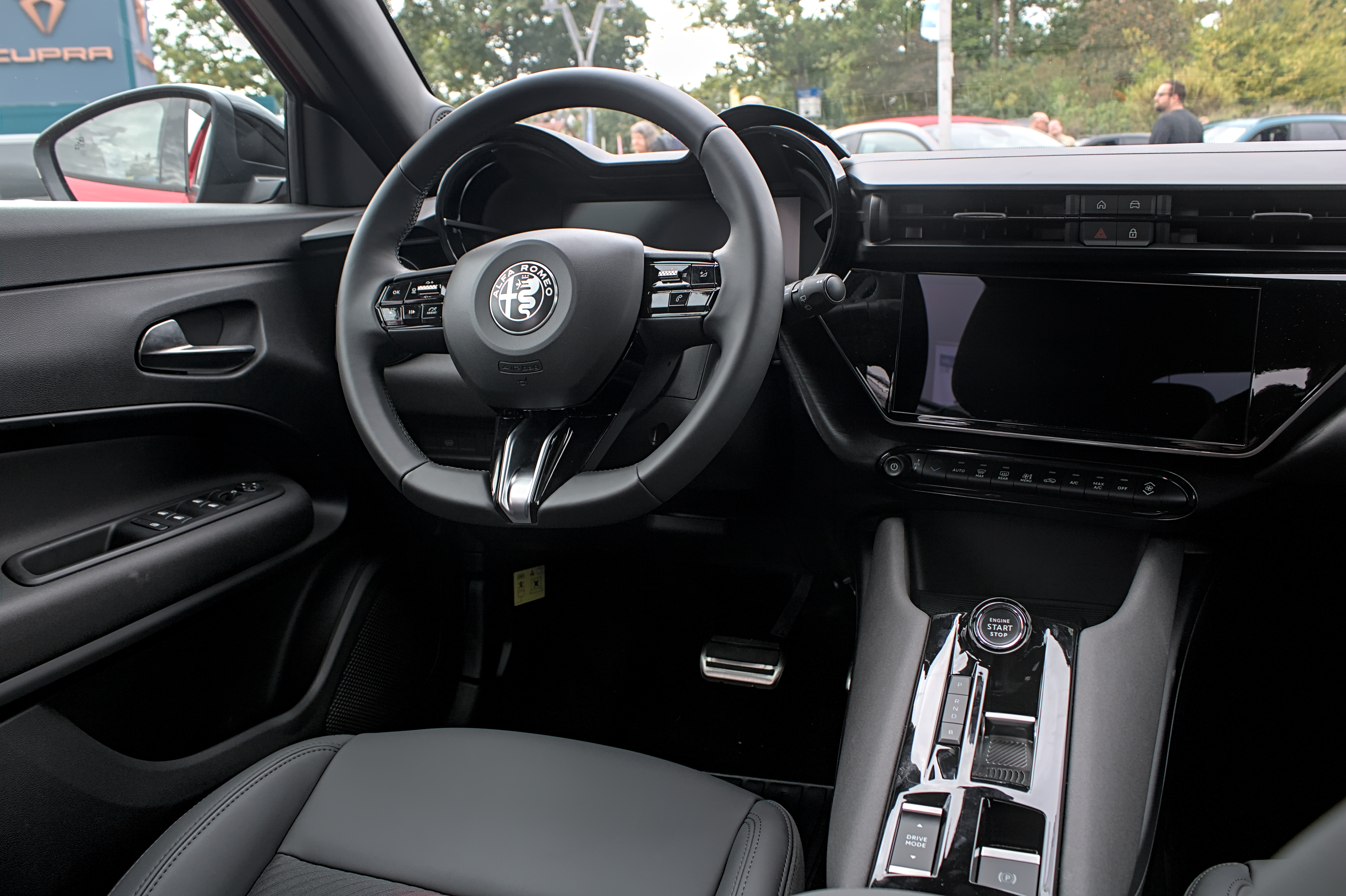
Alfa Romeo Junior - kokpit

Po raz pierwszy o planach poszerzenia oferty Alfy Romeo o małego crossovera, mającego korzystać z technologii odrębnego koncernu PSA, pisał brytyjski portal Autocar w czerwcu 2020. Rok później włoska firma potwierdziła, że pracuje nad nowym miejskim modelem oznaczonym kodem rozwojowym "KID", plasując go w gamie poniżej szykowanego wówczas do premiery kompaktowego Tonale. W mediach motoryzacyjnych spekulowano wówczas, że samochód otrzyma nazwę Alfa Romeo Brennero jako nawiązanie do włoskiej przełęczy górskiiej Brennero. W grudniu 2023 roku oficjalnie zapowiedziano, żę samochód otrzyma inną nazwę nawiązującą do włoskiej metropolii Mediolan –  Milano.
Oficjalna premiera modelu pod nazwą Alfa Romeo Milano miało miejsce w tytułowym włoskim Mediolanie na początku kwietnia 2024 roku. Wybór nazwy nawiązującej do włoskiego miasta i zarazem ulokowanie produkcji crossovera Milano poza granicami kraju wywołało sprzeciw we włoskim rządzie. Minister przemysłu Adolfo Urso wskazał, że łamie to przyjęte w 2003 roku prawo zwalczające zwodnicze praktyki marketingowe wobec włosko brzmiących nazw dla zagranicznej produkcji dóbr. Tuż po tej wypowiedzi Stellantis zdecydował się zmienić nazwę nowego modelu, przemianowując go na Alfa Romeo Junior. Nawiązano tym sposobem do modelu GT 1300 Junior.
Projekt stylistyczny opracował mianowany w 2021 roku nowy szef działu projektowego Alfy Romeo Alejandro Mesonero-Romanos, będąc pierwszym współczesnym modelem firmy z nietypowo, centralnie mocowaną tablicą rejestracyjną z racji ostrzejszych norm bezpieczeństwa. Nadwozie zyskało muskularne proporcje, z wyraźnie zarysowanymi nadkolami, wąskimi i agresywnie ukształtowanymi reflektorami, a także charakterystyczną trójkątną osłoną chłodnicy "scudetto" z dwoma różnymi wzorami wypełnienia. Tył zwieńczył łukowaty pas świetlny, a tylne klamki wkomponowano w słupki C.
Kabina pasażerska została utrzymana w estetyce tożsamej z innymi produktami Alfy Romeo, wyróżniając się charakterystycznym, rozbudowanym podwójnym daszkiem cyfrowych zegarów i wysoko zabudowanym tunelem. Przed kierowcą umieszczono wyświetlacz o przekątnej 10,25 cala, z kolei w konsoli centralnej zwróconej ku kierowcy ulokowano umieszczony pod nawiewami, dotykowy ekran systemu multimedialnego o przekątnej 10,25 cala. Wewnątrz zastosowano liczne elementy zapożyczone z Peugeota jak m.in. klamki, przełącznik trybów jazdy, manetki czy panel klimatyzacji.
Podobnie jak przedstawione wcześniej modele Jeep Avenger i Fiat 600, tak i Alfa Romeo Junior powstało na płycie podłogowej CMP dotychczas stosowanej przez dawne PSA, które weszło w skład powstałego w 2021 Stellantis. Samochód powstał jako odpowiedź zarówno na spalinowe, jak i elektryczne subkompaktowe crossovery marek premium jak Audi Q2, Lexus LBX czy Mini Aceman.

### Junior Elettrica
Jako pierwszy masowo produkowany model włoskiej firmy, gamę wariantów napędowych poszerzyła odmiana w pełni elektryczna o nazwie Alfa Romeo Junior Elettrica. Przewidziano dwa warianty napędowe: podstawowy o mocy 156 KM i 260 Nm rozpędzający się od 0 do 100 km/h w 9 sekund oraz topowy, Veloce, o mocy 240 KM, 344 Nm i 6 sekund sprintu od 0 do 100 km/h. Obie wersje wyposażono w akumulator o pojemności 54 kWh, z czego słabsza odmiana oferuje do 320 kilometrów zasięgu na jednym ładowaniu, a mocniejsza - do 306 kilometrów.

### Sprzedaż
Sprzedaż Alfy Romeo Junior przewidziano w większości dotychczasowych rynków zbytu włoskiej firmy. Tuż po kwietniowej premierze samochód trafił do sprzedaży na rynku europejskim, a także japońskim. Ponadto, poczynając od 2025 roku do tego grona włączono także Australię i Nową Zelandię. Jednocześnie, nie zdecydowano się na sprzedaż w Ameryce Północnej. Produkcję ulokowano w polskich zakładach FCA Poland w Tychach, rozpoczynając ją w maju 2024.

### Dane techniczne
Do napędu klasycznej, hybrydowej odmiany Alfy Romeo Junior o nazwie "Ibrida" wykorzystany został trzycylindrowy silnik benzynowy o pojemności 1,2 litra wraz z 48-woltową instalacją elektryczną i 28-konnym silnikiem elektrycznym. Łączna moc układu wyniosła 136 KM, współpracując z 6-biegową dwusprzęgłową automatyczną przekładnią. Samochód rozwija od 0 do 100 km/h w 8,9 sekundy i rozpędza się maksymalnie do 206 km/h.